# Patrias
Patrias je srpski autorski heavy metal bend iz Smedereva. Osnovali su ga Milan Nemac Đorđević (gitara), Saša Edi Đorđević (bas) i Nenad Šone Đorđević (bubnjevi) u oktobru 2005. godine. Kroz grupu je potom prošlo više muzičara, ali postava nije kompletirana i došlo je do prestanka rada 2010. godine. Bend je ponovo počeo da svira 26. septembra 2013. godine. Postavu su činili Darije Daki Dejanović (gitara), Edi (bas) i Šone (bubnjevi). Vrlo brzo, pridružio im se pevač Nemanja Roki Plazinić. 
U novembru je u smederevskom studiju Paradox započeto snimanje prvog albuma Put, koji je objavljen pod etiketom izdavačke kuće Miner Records 6. oktobra 2014. godine.
Snimanje drugog albuma Imperator započeto je u novembru 2015. godine, takođe u studiju Paradox. Tokom snimanja, bend su zbog privatnih obaveza napustili Roki i Šone. Snimanje je kao pevač nastavio Edi, a na mesto bubnjara je došao Nenad Nele Jovanović. Album je 6. aprila 2018. godine objavila izdavačka kuća One Records. Tekstovi na oba albuma su na srpskom jeziku. 
U leto 2018. godine, bendu se pridružio novi pevač i gitarista, Igor Čale Petrović. Patrias je sa nastupima počeo 26. oktobra 2013. godine i do sada je svirao u Srbiji, Italiji, Hrvatskoj, Makedoniji i Bosni i Hercegovini, a na koncertima svira isključivo svoje pesme.

## Diskografija

### Patrias – Put (Miner Records, 2014)
1. Život
2. Zauvek sklapam oči
3. ...vekovima...
4. Doroti
5. 6897.
6. Jugosloveni
7. Apokalipsa
8. Patrias (instrumental)

Postava na albumu: 
- Nemanja Plazinić (vokal)
- Darije Dejanović (gitara)
- Saša Đorđević (bas)
- Nenad Đorđević (bubnjevi)

### Patrias – Imperator (One Records, 2018)
Album Imperator je glasovima čitalaca renomiranog muzičkog portala SMP (Srpski metal portal), proglašen za najbolji srpski heavy metal album objavljen 2018. godine.
1. Imperator
2. Ukradena duga
3. Noć i dan
4. Sam
5. Psalm
6. Poštenja nema više
7. Stvorenja noći
8. Odlazi
9. Instrumetal (instrumental)

Zrno večnosti - bonus
Postava na albumu:
- Saša Đorđević (vokal, bas)
- Darije Dejanović (gitara)
- Nenad Jovanović (bubnjevi u pesmama 1, 2 i 7)
- Nenad Đorđević (bubnjevi u pesmama 3, 4, 5, 6, 8, 9 i bonus)
- Nemanja Plazinić (vokal u bonus pesmi)

## Spoljašnje veze
- Zvanični veb-sajt
- „Patrias”. YouTube kanal. Приступљено 21. 11. 2018.
- „Patrias Saša Edi Đorđević:Intervju”. PC press. Приступљено 21. 11. 2018.